# Суботка
Суботка (Собутка, пол. Sobótka) — село в Польщі, у гміні Більськ-Підляський Більського повіту Підляського воєводства. Населення — 72 особи (2011).

## Назва
Назва Суботки походить від дня тижня, у який в селі проводилися ярмарки.

## Історія
Вперше згадується в XVII столітті.
У 1975—1998 роках село належало до Білостоцького воєводства.

## Демографія
Демографічна структура станом на 31 березня 2011 року:
|          | Загалом | Допрацездатний вік | Працездатний вік | Постпрацездатний вік |
| -------- | ------- | ------------------ | ---------------- | -------------------- |
| Чоловіки | 37      | 7                  | 24               | 6                    |
| Жінки    | 35      | 3                  | 16               | 16                   |
| Разом    | 72      | 10                 | 40               | 22                   |